# Johan Sebastian Welhaven
Johan Sebastian Cammermeyer Welhaven (Bergen, 22 dicembre 1807 – Oslo, 21 ottobre 1873) è stato un poeta norvegese.
Fin dall'inizio dei suoi lavori letterari fu in aspra polemica con Henrik Wergeland: nel 1830 infatti compose il sermone contro di lui, composto di vari articoli riuniti poi in un volume nel quale Welhaven si atteggiò a difensore del patriottismo, della purezza nelle opere d'arte e della limpidezza di filosofia e di concezione, considerandosi di carattere più aperto rispetto a Wergeland.
Nel 1846 fu chiamato all'Università di Oslo ad insegnare filosofia per oltre 20 anni.
Con la sua opera, moderna secondo gli standard del suo tempo, riuscì ad avere contatti con molti esponenti della letteratura europea ed è ricordato fra i maggiori esponenti del romanticismo norvegese per le sue 4 raccolte di balli popolari, ballate e folklore, pregne di nostalgia.

## Opere principali
- Henrik Wergelands digtekunst og polemik med aktstykker oplyst, "La poesia e la polemica di Henrik Arnold Wergeland illustrata con documenti", del 1830
- Norges daemring, "L'alba della Norvegia", raccolta di sonetti del 1834
- Digte, "Poesia", antologia del 1839
- En digtsamling, "Una raccolta di poesie", del 1860